# Bracia Lwie Serce
Bracia Lwie Serce (szw. Bröderna Lejonhjärta) – powieść przygodowa z elementami baśni, wydana w 1973 przez cieszącą się już wówczas międzynarodową sławą szwedzką pisarkę Astrid Lindgren. Książka przyjęta została krytycznie, gdyż pisarka zmierzyła się w niej z tematem śmierci, trudnym do poruszenia w literaturze dla dzieci, w sposób, który wzbudził wiele kontrowersji.

## Fabuła
Akcja powieści rozgrywa się w dwóch światach, w rzeczywistości i w fantastycznej krainie Nangijali. Bohaterami są bracia, 10-letni Karol i 13-letni Jonatan Lew. Karol jest nieuleczalnie chory, a jego starszy brat opiekuje się nim i pociesza, że po śmierci trafia się do zaczarowanej Nangijali. Podczas pożaru domu ginie Jonatan, ratując młodszego brata.
Karol obwinia się o jego śmierć, niecierpliwie wyczekując chwili, kiedy będzie mógł dołączyć do Jonatana. Pewnego dnia do zapłakanego Karola przylatuje śnieżnobiała gołębica, zostawiając adres w Dolinie Wiśni w Nangijali, gdzie czeka na niego starszy brat. Podczas pewnej nocy Karol czuje się zupełnie inaczej niż zwykle. Zostawia więc przed snem kartkę dla swojej mamy: „Nie płacz mamusiu, zobaczymy się w Nangijali!” Pozostała część powieści rozgrywa się w zaczarowanej krainie. Chłopcy, szczęśliwi, że są znów razem, przeżywają tam miłe chwile i wiele przygód. Jednak nawet ta zaczarowana kraina nie jest wolna od zła. W Dolinie Dzikich Róż, sąsiadującej z Doliną Wiśni, rządzi okrutny władca Tengil, który z pomocą groźnej smoczycy Katli uczynił z jej mieszkańców niewolników. Jonatan wyrusza do Doliny Dzikich Róż, a następnie do Groty Katli z misją uwolnienia Orwara, przywódcy walki skierowanej przeciw rządom Tengila. Karol podąża w tajemnicy za bratem, obawiając się, że może go ponownie stracić. Wspólny wysiłek chłopców i mieszkańców kończy się sukcesem. Jonatan ponownie poświęca swoje życie, a Karol podejmuje decyzję, że zginą obaj, aby razem pojawić się w krainie Nangilimie.
Powieść Astrid Lindgren porusza tematy samotności i lęku przed śmiercią, a także dotyka problemu odpowiedzialności oraz dorastania do marzeń. Jest jedną z niewielu książek skierowanych do dzieci, w której czytelnicy mogą znaleźć odpowiedź na pytanie o sprawy ostateczne.

## Bohaterowie
- Jonatan Lew – trzynastoletni chłopiec, starszy brat Karola. Ratując go z pożaru ginie. W świecie ziemskim postrzegany jest jako inteligentne i ładne dziecko. Jego ujmujące cechy osobowości zjednują mu sympatię otoczenia. W krainie Nangijali nazwany jest Jonatanem Lwie Serce i podejmuje się roli jej wybawcy.
- Karol Lew – dziesięcioletni chłopiec, brat Jonatana. W świecie ziemskim był śmiertelnie chory. W krainie Nangijali nazwany jest Karolem Lwie Serce. Razem ze swoim bratem bierze udział w walce przeciw Tengilowi.
- Sofia – mieszkanka Doliny Wiśni krainy Nangijali. Jest jedną z przywódców spisku przeciw Tengilowi. Nazywali ją również „Królową Gołębi”. Używała ich do komunikacji z doliną Dzikich Róż.
- Jossi – właściciel karczmy „Złoty kogut” w Dolinie Wiśni. Jossi był nazywany też Złotym Kogutem. Szpiegował na rzecz Tengila. Zginął w wodospadzie Karma.
- Hubert – znakomity myśliwy w Nangijali. Uratował życie Karolowi przed wilkami. Zginął na wojnie z Tengilem.
- Mateusz – przybrany dziadek Karola w Dolinie Dzikich Róż. Jego dom był bazą spisków. Udzielił schronienia Jonatanowi i Orwarowi, zginął na wojnie z Tengilem. Wykopał tunel, którym Karol się wydostał.
- Orwar – przywódca wojska Doliny Róż.
- Elfrida – samotna staruszka mieszkająca niedaleko wodospadu Karma.
- Tengil – zły władca, który wybudował mur wokół Krainy Dzikich Róż i zniewolił jej mieszkańców.
- Pärk
- Dodik
- Weder
- Kader – jeden z wielu żołnierzy Tengila.
- Grim – koń Jonatana.
- Fialar – koń Karola.
- Katla – ogromna smoczyca, która słucha się Tengila.
- Karm – wąż-olbrzym mieszkający w wodospadzie Karma.
- Sikfrida Lew – matka Karola i Jonatana.

## Ekranizacje
Na podstawie książki nakręcono w 1977 roku film pod tym samym tytułem w reżyserii Olle Hellboma, który tworzył też ekranizacje wcześniejszych powieści autorki.

## Polskie tłumaczenie
Pierwsze polskie tłumaczenie, autorstwa Teresy Chłapowskiej, ukazało się w 1985 roku nakładem Wydawnictwa „Nasza Księgarnia”. W publikacji wykorzystano ilustracje z oryginału, które stworzyła Ilon Wikland.